# Z3 (Himalaya)
Der Z3, auch Cima Italia, ist ein Berg im Kishtwar-Himalaya, einer Gebirgsregion im Westhimalaya im indischen Unionsterritorium Ladakh.

## Lage
Der 6270 m hohe vergletscherte Berg befindet sich im Distrikt Kargil an der Südostseite des Drang-Drung-Gletschers. Der Doda (6573 m) am oberen Ende des Drang-Drung-Gletschers befindet sich 2,77 km südsüdwestlich des Z3. Der Z3 befindet sich 39 km südöstlich des Nun-Kun-Massivs.
Der Z3 wurde 1913 von einer italienischen Expedition geführt von Mario Piacenza erstbestiegen.